# Tintah (Minnesota)
Pour les articles homonymes, voir Tintah.
Tintah est une ville américaine située dans le Comté de Traverse, dans le Minnesota. Selon le recensement de 2010, sa population est de 63 habitants.